# Hans-Georg Rauch
Pour les articles homonymes, voir Rauch.
Hans-Georg Rauch, né le 21 juin 1939 à Berlin, mort le 23 décembre 1993 à Worpswede (Basse-Saxe, Allemagne), est un graphiste, illustrateur et graveur allemand.

## Biographie
Hans-Georg Rauch, enfant illégitime, rejeté par sa famille, placé dans une institution, commence sa vie dans des conditions très difficiles avant de retrouver une vie familiale sur l'intervention d'une tante. Il étudie de 1961 à 1963 dans une école d'art de Hambourg. À partir de 1965 il commence à publier des dessins dans des journaux allemands et internationaux comme Der Spiegel, Stern, Look, The Observer, The New York Times. Son premier recueil de dessins paraît en 1969, suivi de nombreux autres. En 1970 il reçoit le prix Heinrich Zille du dessin de critique sociale. En 1981, le musée Wilhelm Busch de Hanovre lui consacre une rétrospective. Il expose aux États-Unis, aux Pays-Bas, En Belgique, au Canada, à Hong Kong, en Chine. En 1987, il est consacré « Cartooniste de l'année ».
Hans-Georg Rauch s'est beaucoup consacré, par ses dessins et par sa vie même, avec son épouse Ursula, aux mouvements pour la paix.

## Œuvres
Le dessin de Rauch est d'une finesse et d'une précision extrêmes, semblable à la gravure qu'il a abondamment pratiquée. Les représentations de foules, d'architectures baroques ou contemporaines, utilisent un trait fin qui ne se contente pas de dessiner mais qui acquiert une vie propre, devient un fil arachnéen qui tisse, tricote mais aussi défait l'ouvrage, lui donnant un autre sens.